# José Maria Movilla
José Maria Movilla Cubero, né le 8 février 1975 à Madrid en Espagne, est un footballeur évoluant au poste de milieu.

## Biographie
Le 30 août 2007, à la veille de la clôture du mercato, Movilla, après avoir résilié son contrat avec le Real Saragosse, s'engage en faveur du récent promu, le Real Murcie, pour 2 saisons.

## Palmarès
- Málaga CF
  - Champion de Segunda Division en 1999.
- Atlético Madrid
  - Champion de Segunda Division en 2002.
- Real Saragosse
  - Vainqueur de la Coupe du Roi en 2004.
  - Vainqueur de la Supercoupe d'Espagne en 2004.